# Saut en hauteur masculin aux Jeux olympiques d'été de 1948
Navigation
Berlin 1936 Helsinki 1952
L'épreuve du saut en hauteur masculin aux Jeux olympiques de 1948 s'est déroulée le 30 juillet 1948 au Stade de Wembley de Londres, au Royaume-Uni.  Elle est remportée par l'Australien John Winter.

## Finale
| Rang               | Athlète                       | Pays            | 1.87 | 1.90 | 1.95 | 1.98 | Marque | Note |
| ------------------ | ----------------------------- | --------------- | ---- | ---- | ---- | ---- | ------ | ---- |
| Médaille d'or      | John Winter                   | Australie       | o    | o    | xo   | o    | 1.98   |      |
| Médaille d'argent  | Bjørn Paulson                 | Norvège         | o    | o    | o    | xxx  | 1.95   |      |
| Médaille de bronze | George Stanich                | États-Unis      | o    | o    | xxo  | xxx  | 1.95   |      |
| 4                  | Dike Eddleman                 | États-Unis      | o    | xo   | xxo  | xxx  | 1.95   |      |
| 5                  | Georges Damitio               | France          | o    | xxo  | xxo  | xxx  | 1.95   |      |
| 6                  | Art Jackes                    | Canada          | o    | o    |      |      | 1.90   |      |
| 7                  | Alan Paterson                 | Grande-Bretagne | xo   | xo   |      |      | 1.90   |      |
| 7                  | Hans Wahli                    | Suisse          | xo   | xo   |      |      | 1.90   |      |
| 9                  | Alfredo Jadresic              | Chili           |      | xxo  |      |      | 1.90   |      |
| 9                  | Göran Widenfelt               | Suède           |      | xxo  |      |      | 1.90   |      |
| 9                  | Pierre Lacaze                 | France          |      | xxo  |      |      | 1.90   |      |
| 12                 | Adegboyega Folaranmi Adedoyin | Grande-Bretagne |      | xxo  |      |      | 1.90   |      |
| 13                 | Birger Leirud                 | Norvège         |      | xxo  |      |      | 1.90   |      |
| 14                 | Hércules Azcune               | Uruguay         |      |      |      |      | 1.80   |      |
| 14                 | Lloyd Valberg                 | Singapour       |      |      |      |      | 1.80   |      |
| 16                 | Vern McGrew                   | États-Unis      |      |      |      |      | 1.80   |      |
| 17                 | Kuuno Honkonen                | Finlande        |      |      |      |      | 1.80   |      |
| 18                 | Gurnam Singh                  | Inde            |      |      |      |      | 1.80   |      |
|                    | Bjørn Gundersen               | Norvège         |      |      |      |      |        | NM   |
|                    | Nils Nicklén                  | Finlande        |      |      |      |      |        | NM   |